# Mega Man X7
Mega Man X7 conhecido como Rockman X7 no Japão, é um jogo eletrônico e o sétimo jogo da série Mega Man X, e o primeiro a apresentar visão em 3D e a ser lançado para Playstation 2. O jogo trouxe um retorno às sequências FMV e introduziu a série X para gráficos 3D. Obteve alguma desvantagem de alguns fãs e críticos, uma vez que a implementação de elementos destinados a acompanhar o fluxo tradicional dos títulos da série Mega Man X foram consideradas impassíveis e mal implementadas, entre outras falhas de design. Em toda a série X, ou mesmo nas séries anteriores da franquia Megaman, o jogabilidade sempre foi em formato plataforma, a introdução do 3d, mesmo que parcial, desagradou parte considerável do público, mas há quem goste da implementação. 
Naquele tempo, X, cansado de tantos conflitos contra os Mavericks, decidiu tomar uma decisão. X resolveu se retirar do grupo e trabalhar ao lado de Signas e Alia em busca de soluções mais pacíficas. Contudo, essa aposentadoria deixou os Maverick Hunters bastante enfraquecidos. 
Mega Man X7 marcou o nascimento do protagonista Axl.

## História
Em um ano do século 22, Reploids tem trabalhado diariamente para deixar a terra habitável de novo para os humanos após os incidentes envolvendo a Colônia Espacial Eurasia e o fenômeno Nightmare terem quase destruído o planeta por completo. No entanto, a taxa de criminalidade envolvendo Mavericks está em alta, e os Maverick Hunters foram enfraquecidos com a retirada do veterano Mega Man X da linha de frente. Com o vácuo deixado pelos caçadores, um sindicato conhecido apenas como "Red Alert" foi criado e liderado por Red, esse grupo, abusava de força bruta para prender Mavericks. Até que, em uma determinada noite, um dos membros-chave da Red Alert, Axl, saiu do sindicato ao perceber que estava sendo usado, após se esbarrar com Zero e receber a ajuda do mesmo em uma rápida luta contra um Mechaniloid gigante, Axl é levado ao QG dos Maverick Hunters, só para serem contatados e desafiados por Red; 8 dos Mavericks capturados pelo sindicato estavam soltos pelo mundo, o grupo que derrotasse mais Mavericks primeiro, ficaria com Axl como prêmio, mesmo com muita relutância, X e Signas aceitam o desafio, dando início a uma nova guerra.

## Desenvolvimento
Mega Man X7 foi desenvolvido por uma equipe de 30 pessoas, lideradas pelos produtores Tatsuya Minami e Tatsuya Kitabayashi da Capcom Studio Production 3. Ao contrário do que muitos pensam, o artista e produtor de longa data da série, Keiji Inafune teve participação no design do personagem Axl, ele também afirmou que ao foi muito cuidadoso ao projetar X e Zero, e queria que esse mesmo cuidado fosse implementado ao desenhar Axl.
O ilustrador Tatsuya Yoshikawa se junto ao projeto e foi responsável por modelar e projetar os personagens principais, como o projeto já estava quase finalizado, ele pensou em seguir a mesma direção de arte que Suetsugu seguiu durante a produção de Mega Man X6, ele também afirmou que como a série estava entrando em um novo patamar, ele queria rever o conceito geral e esperava que a equipe também estivesse disposta a isso. No entanto a equipe não deu qualquer consideração. Sobre isso, Inafune afirmou que em sua opinião pessoal, que o 3D devia ser só um estilo gráfico e que não deveria afetar a jogabilidade em si.
A trilha sonora é composta por 46 músicas, foi lançada pela Suleputer no Japão em 1 de Outubro de 2003. O tema principal do jogo "Code Crush" foi interpretado por Rina Aiuchi. O tema principal, "Lazy Mind", foi interpretado por Showtaro Morikubo, o dublador japonês de Mega Man X. Um CD com todas as músicas foi lançado em 20 de Julho de 2003 e 6 de Agosto de 2003, respectivamente.
Uma demonstração do jogo intitulada "Rockman X7 Trial Edition" esteve presente ao público em determinadas lojas no Japão alguns meses antes do lançamento do jogo. Durante a produção do game também foi considerado um modo "Multiplayer" não presente na versão final do jogo por motivos desconhecidos.

## Personagens

### Personagens Novos
-Axl: (Voz de Minami Takayama em japonês e Lenne Hardt em inglês).
-Red: (Voz de Akio Otsuka em japonês e Barry Gjerde em inglês).

### Personagens que voltaram
-Mega Man X: (Voz de Showtaro Morikubo em japonês e Peter Von Gomm em inglês). 
-Zero: (Voz de Ryoutarou Okiayu em japonês e Jack Merluzzi em inglês).
-Alia: (Voz de Rumi Kasahara em japonês e Rumiko Varnes em inglês).  
-Signas: (Voz de Hirotaka Suzuoki em japonês e Robert Belgrade em inglês).

## Jogabilidade
X7 é o primeiro jogo da franquia "X" a adicionar visão 3D em adição ao tradicional estilo 2D. Antes dele apenas Mega Man Legends (RockMan Dash) foi lançado em 3D, trazendo uma versão do jogo tendenciada a Action RPG.
Apesar de conter elementos já presentes nos jogos anteriores, este é o único jogo no qual o protagonista "X" não é jogável desde o início, sendo necessário resgatar exatos 64 reploids ou derrotar os oito chefes para que ele venha a ser disponibilizado.
Ambos "X" e o novato "Axl" ganham a mesma arma quando determinado chefe é derrotado, em compensação, Axl possui um arsenal infinito, enquanto X não. O sistema de armadura presente nos jogos anteriores também retorna, com o jogador podendo escolher entre levar X com ou sem a armadura.
Assim como X e Axl, Zero também recebe duas novas armas, e ele é limitado a usar o poder característico daquela arma, sendo obrigado a retornar parar o tradicional Z-Saber para que outras técnicas sejam realizadas.

## Itens
- Reservas de energia

| Heart Tanks | Aumenta o nível de energia de qualquer personagem que os encontrar. Assim, poderão sustentar mais dano. Existe um em cada fase.                                                      |
| Life Tanks  | São encontrados nas seguintes fases: Splash Warfly e Vanishing Gungaroo. Armazenam energia para ser usada em batalhas mais importantes ou quando seu nível de energia estiver baixo. |
| Weapon Tank | É encontrado na fase do Ride Boarski. Armazena energia para ser usada quando seu arsenal de Special Weapons estiver baixo.                                                           |
| EX Tank     | É encontrado na fase do Soldier Stonekong. Aumenta a quantidade de vidas no início de alguma fase.                                                                                   |

- Partes da Glide Armor

Adquirida durante o incidente Red Alert, a forma de adquiri-la volta ao estilo tradicional de equipá-la em partes em vez de apenas obtê-la quando completa.
| Parte    | Habilidade |
| -------- | --- |
| Pernas   | Na fase do Soldier Stonekong. Dá a X o Glide Dash, que permite-o a flutuar lentamente no ar. |
| Cabeça   | Na fase do Snipe Anteator. Permite X a buscar itens a longas distâncias |
| Corpo    | Na fase do Wind Crowrang. Ativa o Giga Crash - um movimento devastador que é capaz de destruir todos os inimigos na tela. Notas: Um uso consome toda a energia e você tem que ser atingido várias vezes para carregá-la de novo. / É o Giga Crush do X2 com uma letra de diferença. |
| X-Buster | Na fase do Flame Hyenard. Aumenta o poder dos tiros carregados e habilita o X a carregar as Special Weapons |

## Mavericks
| Nome em Inglês                               | Nome em japonês                                                  | Estágio         | Armas ganhas (X, Zero e Axl)             | Fraqueza                                 | Forma    |
| -------------------------------------------- | ---------------------------------------------------------------- | --------------- | ---------------------------------------- | ---------------------------------------- | -------- |
| Tornado Tonion(Cebola tornado)               | Tornado Debonion (トルネード・デボニオン Torunēdo Debonion)      | Radio Tower     | Volt Tornado - Raijinshou - Ray Gun      | Gaea Shield - Gokumonken                 | Cebola   |
| Splash Warfly(peixe-voador respingo)         | Supurasshu Uofurai (スプラッシュ・ウオフライ )                   | Battleship      | Splash Laser - Suiretsusen(D-Glaive)     | Volt Tornado - Raijinshou - Ray Gun      | Peixe    |
| Flame Hyenard(Hiena-Chama)                   | Fureimu Haienādo(フレイム・ハイエナード)                         | Lava Factory    | Circle Blaze - Bakuenjin - Double Bullet | Splash Laser - Suiretsusen(D-Glaive)     | Hiena    |
| Ride Boarski(Javali Montar)                  | Hellride Inobusky (ヘルライド・イノブスキー Heruraido Inobusukī) | Central Circuit | Moving Wheel - Zankourin                 | Circle Blaze - Bakuenjin - Double Bullet | Javali   |
| Snipe Anteator (Tamanduá snipe)              | Snipe Ariquick (スナイプ・アリクイック Sunaipu Arikuikku)        | Cyber Field     | Sniper Missile - Hieijin(V-Hanger)       | Moving Wheel - Zankourin                 | Tamanduá |
| Wind Crowrang(Corvo Vento)                   | Wind Karasting (ウィンド・カラスティング Windo Karasutingu)      | Air Forces      | Wind Cutter - Souenbu                    | Sniper Missile - Hieijin(V-Hanger)       | Corvo    |
| Vanishing Gungaroo (Canguru Desaparecimento) | Vanishing Gungaroon (バニシング・ガンガルン Banishingu Gangarun) | Tunnel Base     | Explosion - Hadangeki - G-Launcher       | Wind Cutter - Souenbu                    | Canguru  |
| Soldier Stonekong (Soldado Gorilarrocha)     | Sorujā Sutonkongu(ソルジャー・ストンコング)                      | Deep Forest     | Gaea Shield - Gokumonken                 | Explosion - Hadangeki - G-Launcher       | Gorila   |